# Кубок Франції з футболу 2017—2018
Кубок Франції з футболу 2017–2018 — 101-й розіграш кубкового футбольного турніру у Франції. Титул вчетверте поспіль здобув Парі Сен-Жермен, обігравши у фіналі Ле-Ерб'є, клуб із третього за рангом футбольного дивізіону Франції.

## Календар
| Етап                           | Раунд       | Дата                         |                              |
| ------------------------------ | ----------- | ---------------------------- | ---------------------------- |
| Попередній етап (регіональний) | 1 Раунд     | Регіональні дати             | Регіональні дати             |
| Попередній етап (регіональний) | 2 Раунд     | Регіональні дати             | Регіональні дати             |
| Попередній етап (регіональний) | 3 Раунд     | 9—24 вересня 2017            | 9—24 вересня 2017            |
| Попередній етап (регіональний) | 4 Раунд     | 22 вересня — 1 жовтня 2017   | 22 вересня — 1 жовтня 2017   |
| Попередній етап (регіональний) | 5 Раунд     | 7—15 жовтня 2017             | 7—15 жовтня 2017             |
| Попередній етап (регіональний) | 6 Раунд     | 21 жовтня — 5 листопада 2017 | 21 жовтня — 5 листопада 2017 |
| Попередній етап (національний) | 7 Раунд     | 10—19 листопада 2017         | 10—19 листопада 2017         |
| Попередній етап (національний) | 8 Раунд     | 1—10 грудня 2017             | 1—10 грудня 2017             |
| Фінальний етап                 | 1/32 фіналу | 6—8 січня 2018               | 6—8 січня 2018               |
| Фінальний етап                 | 1/16 фіналу | 23—25 січня 2018             | 23—25 січня 2018             |
| Фінальний етап                 | 1/8 фіналу  | 6—8 лютого 2018              | 6—8 лютого 2018              |
| Фінальний етап                 | 1/4 фіналу  | 27 лютого — 1 березня 2018   | 27 лютого — 1 березня 2018   |
| Фінальний етап                 | 1/2 фіналу  | 17—18 квітня 2018            | 17—18 квітня 2018            |
| Фінальний етап                 | Фінал       | 8 травня 2018                | 8 травня 2018                |

## Регламент
Кубок Франції складається з двох етапів:
- відбіркового, який складається з шести регіональних етапів (перші два організовуються в кожному регіоні за своєю схемою для клубів регіональних ліг, наступні чотири організовуються в регіонах централізовано за участі клубів з національних аматорських і напівпрофесіональних ліг) та двох національних етапів (7-й і 8-й етап, з 7-го стартують клуби Ліги 2 та представники заморських територій);
- фінального, який починається з 1/32 фіналу — з цього раунду стартують клуби провідної Ліги 1.

## 1/32 фіналу
Жеребкування відбулося 4 грудня 2017 року, матчі — 6, 7 та 8 січня 2018 року.
| Команда 1                   | Рахунок      | Команда 2                     |
| --------------------------- | ------------ | ----------------------------- |
| 6 січня 2018                |              |                               |
| «Аваллон» (5)               | 0:2          | «Шамблі» (3)                  |
| «Фабрег» (5)                | 1:2 дч       | «Бур-ан-Бресс Перонна» (2)    |
| «Газелек» (Аяччо) (2)       | 1:2          | «Гренобль» (3)                |
| «Ле-Ман» (4)                | 2:4          | «Лілль»                       |
| «Понтарльє» (5)             | 1:1 пен. 2:4 | «Монпельє»                    |
| «Сен-Ло» (5)                | 2:2 пен. 3:2 | «Обервільє» (5)               |
| «Сен-Мало» (4)              | 1:2          | «Шатору» (2)                  |
| «Тулуза»                    | 1:0          | «Ніцца»                       |
| «Уй» (8)                    | 0:3          | «Конкарно» (3)                |
| «Шартр» (4)                 | 1:2          | «Тур» (2)                     |
| «Шильтігайм» (4)            | 1:5          | «Осер» (2)                    |
| «Азебрук» (6)               | 0:2          | «Кан»                         |
| «Ангулем» (5)               | 1:2 дч       | «Ле-Ерб'є» (3)                |
| «Генгам»                    | 1:0          | «Ніор» (2)                    |
| «Кане-Руссійон» (5)         | 3:1          | «Емфі-Десіз» (6)              |
| «Колом'є» (4)               | 1:1 пен. 4:2 | «Ле-Пюї» (Ле-Пюї-ан-Веле) (4) |
| «Ізер» (4)                  | 2:5          | «Монако»                      |
| «Нансі» (2)                 | 2:3          | «Олімпік» (Ліон)              |
| 7 січня 2018                |              |                               |
| «Анже»                      | 0:2          | «Лор'ян» (2)                  |
| «Гранвіль» (4)              | 2:1 дч       | «Бордо»                       |
| «Олімпік» (Марсель)         | 1:0 дч       | «Валансьєн» (2)               |
| «Сент-Етьєн»                | 2:0          | «Нім» (2)                     |
| «Страсбур»                  | 3:2 дч       | «Діжон»                       |
| «Ванн» (5)                  | 1:1 пен. 3:5 | «Сен-Бріє» (4)                |
| «Дюнкерк» (3)               | 2:4          | «Мец»                         |
| «Санліс» (5)                | 0:4          | «Нант»                        |
| «Саннуа Сен-Гратьян» (3)    | 1:2          | «Епіналь» (4)                 |
| «Сошо» (Монбельяр) (2)      | 6:0          | «Ам'єн»                       |
| «Стіль» (8)                 | 0:1          | «Труа»                        |
| «Флері» (Флері-Мерожис) (4) | 0:1          | «Бісайм» (5)                  |
| «Ренн»                      | 1:6          | «Парі Сен-Жермен» (Париж)     |
| 8 січня 2018                |              |                               |
| «Ланс» (2)                  | 3:2 дч       | «Булонь» (Булонь-сюр-Мер) (3) |

## 1/16 фіналу
| Команда 1                  | Рахунок      | Команда 2              |
| -------------------------- | ------------ | ---------------------- |
| 23 січня 2018              |              |                        |
| «Бур-ан-Бресс Перонна» (2) | 2:0          | «Тулуза»               |
| «Гранвіль» (4)             | 3:2 дч       | «Конкарно» (3)         |
| «Кане-Руссійон» (5)        | 1:1 пен. 3:4 | «Кан»                  |
| «Колом'є» (4)              | 1:2          | «Сошо» (Монбельяр) (2) |
| «Нант»                     | 3:4          | «Осер» (2)             |
| «Сен-Бріє» (4)             | 0:1          | «Ланс» (2)             |
| «Шатору» (2)               | 1:1 пен. 3:4 | «Шамблі» (3)           |
| «Епіналь» (4)              | 0:2          | «Олімпік» (Марсель)    |
| 24 січня 2018              |              |                        |
| «Бісайм» (5)               | 2:2 пен. 0:3 | «Гренобль» (3)         |
| «Монпельє»                 | 4:3          | «Лор'ян» (2)           |
| «Парі Сен-Жермен» (Париж)  | 4:2          | «Генгам»               |
| «Сен-Ло» (5)               | 1:2          | «Ле-Ерб'є» (3)         |
| «Труа»                     | 1:1 пен. 4:3 | «Сент-Етьєн»           |
| «Тур» (2)                  | 0:0 пен. 1:2 | «Мец»                  |
| «Монако»                   | 2:3          | «Олімпік» (Ліон)       |
| 25 січня 2018              |              |                        |
| «Страсбур»                 | 2:1          | «Лілль»                |

## 1/8 фіналу
| Команда 1                  | Рахунок      | Команда 2                 |
| -------------------------- | ------------ | ------------------------- |
| 6 лютого 2018              |              |                           |
| «Бур-ан-Бресс Перонна» (2) | 0:9          | «Олімпік» (Марсель)       |
| «Осер» (2)                 | 0:3          | «Ле-Ерб'є» (3)            |
| «Сошо» (Монбельяр) (2)     | 1:4          | «Парі Сен-Жермен» (Париж) |
| 7 лютого 2018              |              |                           |
| «Мец»                      | 2:2 пен. 2:3 | «Кан»                     |
| «Ланс» (2)                 | 1:0          | «Труа»                    |
| «Шамблі» (3)               | 1:0          | «Гранвіль» (4)            |
| «Монпельє»                 | 1:2          | «Олімпік» (Ліон)          |
| 8 лютого 2018              |              |                           |
| «Гренобль» (3)             | 0:3          | «Страсбур»                |

## 1/4 фіналу
| Команда 1                 | Рахунок      | Команда 2           |
| ------------------------- | ------------ | ------------------- |
| 27 лютого 2018            |              |                     |
| «Ле-Ерб'є» (3)            | 0:0 пен. 4:2 | «Ланс» (2)          |
| 28 лютого 2018            |              |                     |
| «Шамблі» (3)              | 1:0          | «Страсбур»          |
| «Парі Сен-Жермен» (Париж) | 3:0          | «Олімпік» (Марсель) |
| 1 березня 2018            |              |                     |
| «Кан»                     | 1:0          | «Олімпік» (Ліон)    |

## 1/2 фіналу
| Команда 1      | Рахунок | Команда 2                 |
| -------------- | ------- | ------------------------- |
| 17 квітня 2018 |         |                           |
| «Ле-Ерб'є» (3) | 2:0     | «Шамблі» (3)              |
| 18 квітня 2018 |         |                           |
| «Кан»          | 1:3     | «Парі Сен-Жермен» (Париж) |

## Фінал
| 8 травня 2018 22:05 (EEST) |

| Ле-Ерб'є (3) | 0:2      | Парі Сен-Жермен                 |
| ------------ | -------- | ------------------------------- |
|              | Протокол | Ло Чельсо 26' Кавані 74' (пен.) |

| Стад де Франс, Сен-Дені Глядачів: 73 772 Арбітр: Мікаель Лесаж |